# گورستان امیرآباد۱
گورستان امیرآباد۱ مربوط به دوره هخامنشی است و در شهرستان کوهرنگ، بخش مرکزی، دهستان دشت زرین، ۱/۵ کیلومتری جنوب غرب روستای امیرآباد، ۱۰ کیلومتری جنوب شرق چلگرد واقع شده و این اثر در تاریخ ۲۷ اسفند ۱۳۸۷ با شمارهٔ ثبت ۲۶۳۴۱ به‌عنوان یکی از آثار ملی ایران به ثبت رسیده است.